# عباس محمد جلال عيساوي
عباس محمد جلال عيساوي (من مواليد 5 أكتوبر 1986 في البيض) هو لاعب كرة قدم جزائري يلعب حاليًا كلاعب وسط في وداد تلمسان في الرابطة الجزائرية المحترفة الثانية لكرة القدم.

## مشوار
لعب في القسم الأول مع العديد من الأندية: أولمبي الشلف وشباب بلوزداد واتحاد الحراش ومولودية وهران واتحاد بلعباس ، وأخيراً شباب عين الفكرون.
ولعب أكثر من 100 مباراة في دوري الدرجة الأولى الجزائري، واحتل المركز الثاني في البطولة عام 2008 مع فريق جمعية الشلف، كما لعب ثماني مباريات في كأس الكونفدرالية مع الشلف ، وسجل هدفًا واحدًا.
في يوليو 2007، قدم تجارب أداء مع نادي لوكيرين أوست فلانديرين البلجيكي. 

## روابط خارجية
- عباس محمد جلال عيساوي على موقع قاعدة بيانات كرة القدم.إي يو (الإنجليزية)